# Comisionado General de la Policía Federal (México)
El Comisionado General era el más alto rango en la institución de la Policía Federal de México sobre la cual ejercía las atribuciones de mando, dirección y disciplina. Era nombrado y removido libremente por el Presidente de los Estados Unidos Mexicanos, a propuesta del Secretario de Seguridad y Protección Ciudadana.
Tras la disolución de la Policía Federal para integrarse en la Guardia Nacional, como parte de la estrategia de seguridad del gobierno de Andrés Manuel López Obrador, el cargo desapareció en el año 2020 tras finalizar el proceso de transición.

## Requisitos
Para ser Comisionado General de la Policía Federal debían cumplirse los requisitos siguientes:

"...
- I. Ser ciudadano mexicano por nacimiento que no tenga otra nacionalidad, en pleno ejercicio de sus derechos políticos y civiles;
- II. Tener cuando menos treinta y cinco años cumplidos el día de la designación;
- III. Contar con título de estudios superiores debidamente registrado;
- IV. Tener reconocida capacidad y probidad, no haber sido sentenciado por delito doloso o inhabilitado como servidor público, ni estar sujeto a proceso penal;
- V. Comprobar una experiencia mínima de cinco años en labores vinculadas con la seguridad pública, y
- VI. No estar suspendido o inhabilitado, ni haber sido destituido por resolución firme como servidor público.

## Atribuciones
De acuerdo al artículo 6 de la Ley de la Policía Federal, en su capítulo III, la Policía Federal operaba bajo el mando del Comisionado General, quien tenía las siguientes atribuciones y obligaciones:

"...
- I. Dictar y supervisar las medidas tendientes a garantizar la prevención de los delitos, el mantenimiento y el restablecimiento del orden y la seguridad pública, en el ámbito de competencia de la Institución;
- II. Ordenar y supervisar las líneas de investigación para obtener, analizar, estudiar y procesar información conducente a la prevención de delitos y, para la persecución de los mismos, en el ámbito de competencia de la Institución;
- III. Ordenar y supervisar las acciones y operaciones para la prevención de los delitos y, para la persecución de los mismos, en términos de las disposiciones aplicables;
- IV. Dictar los lineamientos y políticas, bajo los cuales la Institución proporcionará los informes, datos o cooperación técnica y operativa que sean requeridos por alguna instancia de los gobiernos Federal, Estatal, del Distrito Federal y Municipal, y autoridades de otros países conforme a los procedimientos que resulten necesarios para la prevención de delitos, sea directamente o mediante los sistemas de coordinación previstos en otras leyes federales y con pleno apego a las demás disposiciones jurídicas aplicables;
- V. Emitir los lineamientos para la planeación, obtención, procesamiento y aprovechamiento de la información que genere la Institución en materia de seguridad pública a fin de establecer los sistemas de información de la institución;
- VI. Solicitar a la autoridad judicial correspondiente, por escrito y a través de cualquier medio, incluso aquéllos que los adelantos electrónicos y tecnológicos permitan conforme a las disposiciones aplicables la autorización para requerir a los concesionarios, permisionarios, operadoras telefónicas y todas aquellas comercializadoras de servicios en materia de telecomunicaciones, de sistemas de comunicación vía satélite, la información con que cuenten, así como la georreferenciación de los equipos de comunicación móvil en tiempo real, para el cumplimiento de los fines de prevención de los delitos;
- VII. Solicitar a la autoridad judicial correspondiente, por escrito y a través de cualquier medio, incluso aquéllos que los adelantos electrónicos y tecnológicos permitan, conforme a las disposiciones aplicables, la autorización para la intervención de comunicaciones privadas de conformidad con el Capítulo XI de la Ley;
- VIII. Presenciar, de manera trimestral, ante la autoridad judicial competente la destrucción de la información resultado de las intervenciones a que se refiere el artículo 53 de la Ley.
  - Esta facultad podrá ser delegada al Jefe de la División de Inteligencia previo acuerdo publicado en el Diario Oficial de la Federación;

- IX. Autorizar, previo acuerdo con el Secretario, operaciones encubiertas y de usuarios simulados para la prevención de los delitos;
  - Establecer, previo acuerdo con el Secretario el sistema de gratificaciones para la investigación preventiva y supervisar su operación;

- XI. Dictar la política operativa, normativa y funcional, así como los programas que deben seguir las áreas de la Institución;
- XII. Proporcionar la información requerida por las autoridades competentes de la Secretaría;
- XIII. Representar legalmente a la Institución, tanto en su carácter de autoridad en materia de policía, como de órgano administrativo desconcentrado, conforme a la legislación aplicable;
- XIV. Proponer al Secretario el Programa Anual de Presupuesto de la Policía Federal;
- XV. Planear y estructurar mecanismos y espacios para la atención integral a víctimas, ofendidos o testigos del delito, propiciando la articulación con instituciones especializadas de salud, incluyendo los rubros específicos en materia de apoyo psicológico, médico, legal y de otra índole, llevando a cabo una coordinación eficaz con todas las dependencias y entidades competentes para la mejor atención y protección a las víctimas;
- XVI. Administrar y ejecutar el presupuesto de la Institución, conforme a las disposiciones legales y reglamentarias correspondientes;
- XVII. Celebrar contratos, convenios y, en general, toda clase de actos jurídicos necesarios para el desarrollo de las atribuciones de la Institución o los que estén relacionados con la administración de los recursos humanos, materiales y financieros que ésta tenga asignados;
- XVIII. Participar, de conformidad con las disposiciones aplicables, en las negociaciones de los tratados internacionales que lleve a cabo el Ejecutivo Federal en materia de prevención de delitos cuando así se requiera;
- XIX. Ordenar, para fines de seguridad pública, la vigilancia e inspección sobre el manejo, transporte o tenencia de mercancías de comercio exterior y de los medios que las transportan en todo el territorio nacional;
- XX. Instruir, en el ámbito de su competencia, tareas de verificación para la prevención de infracciones administrativas;
- XXI. Ordenar la vigilancia e inspección sobre la entrada y salida de mercancías y personas en los aeropuertos, puertos marítimos autorizados para el tráfico internacional, en las aduanas, recintos fiscales, secciones aduanera, garitas y puntos de revisión aduaneros; así como para los mismos fines sobre el manejo, transporte o tenencia de dichas mercancías, en cualquier parte del territorio nacional;
- XXII. Ordenar la práctica de diligencias de conformidad con la Ley General de Población;
- XXIII. Establecer las políticas de control y los dispositivos de vigilancia en la imposición de las sanciones por violaciones a las disposiciones legales y reglamentarias relativas al tránsito de vehículos en caminos y puentes federales, así como a la operación de los servicios de autotransporte federal, sus servicios auxiliares y transporte privado cuando circulen en la zona terrestre de las vías generales de comunicación;
- XXIV. Resolver, previa consulta con el Secretario, las controversias internas que se susciten sobre la competencia de las unidades, con motivo de la interpretación o aplicación del presente Reglamento y sobre las situaciones no previstas en el mismo;
- XXV. Proponer al Secretario la ubicación de la sede oficial de la Institución, de las coordinaciones estatales, de las instalaciones en puertos, fronteras y aeropuertos, de los puntos fijos de verificación e inspección, de su circunscripción territorial, así como la ubicación de las oficinas de la Institución en el extranjero;
- XXVI. Autorizar, previo acuerdo con el Secretario, sistemas y procedimientos de control y evaluación de las unidades que conforman la Institución;
- XXVII. Aprobar, previo acuerdo con el Secretario, las estructuras orgánicas, funcional y de mando, que permitan cumplir con los fines de la Institución;
- XXVIII. Aprobar el Programa de Desarrollo Estratégico de la Institución;
- XXIX. Vigilar que se dé cumplimiento a las disposiciones del Servicio Profesional de Carrera Policial;
- XXX. Suscribir y expedir las constancias de grado o las de grado homólogo a los Integrantes de la Institución, en términos del presente Reglamento y mediante el procedimiento establecido en el manual respectivo;
- XXXI. Expedir los Acuerdos y Manuales de la Institución que sean de su competencia;
- XXXII. Aprobar los manuales, protocolos y procedimientos sistemáticos operativos de las funciones operativas de la Institución;
- XXXIII. Delegar por cargo, grado o materia, así como autorizar de manera específica a determinado Integrante de la Institución, la realización de los actos jurídicos inherentes a las atribuciones que este artículo le otorga;
- XXXIV. Aprobar el programa de profesionalización policial de la Institución, con el fin de fortalecer las propuestas académicas para el desarrollo de los Integrantes;
- XXXV. Proponer al Secretario las modificaciones de estructura, personal, equipo y demás que se requieran para el mejor desempeño de las atribuciones de la Institución, salvo el caso de la Unidad de Asuntos Internos;
- XXXVI. Autorizar, previo acuerdo del Secretario, los sistemas de información que proyecten la imagen pública institucional y se requieran para apoyar las tareas y actividades de la Institución;
- XXXVII. Establecer las políticas de manejo de la información relacionada con la comunicación social y atención ciudadana;
- XXXVIII. Certificar copias de los documentos que obren en el archivo a su cargo;
- XXXIX. Ordenar la distribución del personal de la Institución, salvo el caso de la Unidad de Asuntos Internos;
- XL. Expedir, previo acuerdo del Secretario, los nombramientos de los Integrantes en cargos administrativos o directivos de la estructura orgánica de la Institución hasta Directores Generales Adjuntos y resolver las conclusiones de los mismos, respetando su grado policial y derechos inherentes a la carrera policial, salvo el caso de la Unidad de Asuntos Internos;
- XLI. Autorizar los cambios de adscripción de los Integrantes, de acuerdo a las necesidades del servicio, salvo el caso de la Unidad de Asuntos Internos, y
- XLII. Las demás que le confieran este Reglamento y otras disposiciones legales aplicables o aquéllas que le encomiende el inmediato superior de quien dependa.

## Lista de Comisionados Generales de la Policía Federal
Facundo Rosas Rosas fue el primer Comisionado General de la Policía Federal, hasta antes de él y tras la nueva Ley de la Policía Federal, el cargo ostentaba el título de Comisionado de la Policía Federal Preventiva. El último Comisionado General de la Policía Federal fue José Sigifredo Valencia Rodríguez, en calidad de Interino.
| No. | Nombre                             | Período     | Referencias                                       |
| --- | ---------------------------------- | ----------- | ------------------------------------------------- |
| 7°  | José Sigifredo Valencia Rodríguez  | 2019 - 2020 | Último Comisionado General de la Policía Federal. |
| 6°  | Luis Rodríguez Bucio               | 2019 - 2019 |                                                   |
| 5°  | Arturo Jiménez Martínez            | 2018 - 2019 |                                                   |
| 4°  | Manelich Castilla Craviotto        | 2016 - 2018 |                                                   |
| 3°  | Enrique Francisco Galindo Ceballos | 2013 - 2016 | [ 2 ]                                             |
| 2°  | Maribel Cervantes Guerrero         | 2012 - 2013 | [ 3 ]                                             |
| 1°  | Facundo Rosas Rosas                | 2009 - 2012 | [ 4 ]                                             |